# Le Chaste Fol
 (septembre 2014).
Si vous disposez d'ouvrages ou d'articles de référence ou si vous connaissez des sites web de qualité traitant du thème abordé ici, merci de compléter l'article en donnant les références utiles à sa vérifiabilité et en les liant à la section « Notes et références ».

Le Chaste fol est le titre du roman d'Ernest Poli[Qui ?] paru en 1987 et traduit en allemand la même année (Der reine Tor). Il s'agit du leitmotiv récurrent du Parsifal de Wagner.

## Résumé
Le roman transpose d'ailleurs le mythe de Perceval, dont Eschenbach avait fait Parsifal, au XXe siècle et en Bretagne dans une ville appelée Montsalvat : à l'instar du héros de Wagner, Pierre Quévaux va devenir intelligent et sensible par la compassion, et il sera en cela initié par Viviane, une autre Kundry : Io Garin (dont le nom rappelle celui de Lohengrin soit Garin le Lorrain) souffre d'une plaie qui ne se refermera que grâce à l'intervention d'un graal moderne, la loge... Cette singulière légende, qui connaît une fin heureuse, est bâtie à la façon d'un opéra, et c'est d'ailleurs sur fond de musique lyrique que se déroule la trame, puisque Pierre Quévaux (Per-cheval) habite derrière le théâtre ; si l´on y entend répéter, outre Parsifal, des extraits de Cavalleria Rusticana ou du Faust de Gounod, c´est parce que l´action s´articule autour du mythe de Pâques.